# HK Gorňak Rudnyj
HK Gorňak Rudnyj je hokejový klub ze severokazašského (a převážně ruskojazyčného) města Rudnyj v Kostanajské oblasti, který hraje Kazašskou hokejovou ligu. Klub byl založen roku 2001. Jejich domovským stadionem je Ice Palace.